# Wischer (Hassel)
Wischer ist ein Ortsteil der Gemeinde Hassel im Landkreis Stendal in Sachsen-Anhalt.

## Geographie
Das altmärkische Dorf Wischer liegt acht Kilometer nordöstlich der Kreisstadt Stendal.

## Geschichte

### Mittelalter bis Neuzeit
Die erste bekannte urkundliche Erwähnung des Ortes datiert auf das Jahr 1345, als weschern, als Markgraf Ludwig, den von Alvensleben das Dorf Wischerde verlieh. Im Jahre 1430 wird das Dorf wischerde genannt, als Markgraf Johann die von Woldeck mit Besitzungen im Ort belehnte. Weitere Nennungen sind 1435 wescherten, 1492 wiscerden und 1506 Wyscherde. Anscheinend war das Dorf schon 1435 und 1492 verödet, noch am Anfang des 16. Jahrhunderts lag es wüst.
Auf der wüsten Feldmark wurde wahrscheinlich erst im 18. Jahrhundert eine Schäferei angelegt. 1804 gab es dann das Etablissement Wischer oder Vischer auf der wüsten Feldmark Vischheyde. Zwischenzeitlich wurden hier fünf Höfe betrieben. Im Jahre 1905 hatte das Vorwerk Wischer 17 Einwohner, die Kolonie Wischer nur 7.
Die Entwicklung des heutigen Dorfes ist maßgeblich auf den jüdischen Landwirt Karl Riedel zurückzuführen. Ab 1913 betrieb er hier auf 275 Hektar eine Landwirtschaft mit einem Gutshof. Riedel hat Flächen trockengelegt, Straßen gebaut, Schafe und Schweine gezüchtet. Im Jahr 1934 wurde er veranlasst, das Gut weit unter Wert an eine Siedlungsgesellschaft zu verkaufen. Anschließend emigrierte er über die Schweiz in die USA. Das Kulturamt Stendal kündigte am 4. September 1935 im Amtsblatt die Bildung von Rentengütern auch aus dem Gut Wischer an. Die Siedlungsgesellschaft verkaufte das Land als zehn Einzelhöfe wesentlich teurer weiter. Damit war der Grundstein für den Ort gelegt. Im Jahre 1990 stellten die Söhne Riedels einen Rückführungsantrag nach dem Gesetz zur Regelung offener Vermögensfragen. Sie wurden entschädigt. Die Bewohner Wischers hatten anfangs Befürchtungen ihr Land, das sie mit gutem Gewissen gekauft hatten, wieder zu verlieren. Das wäre aber auch nicht der Sinn des Antrags der Söhne gewesen, wie Charles Riedel seinerzeit beim Besuch in Stendal klarstellte.
Insbesondere nach der Wiedervereinigung hat das ursprüngliche kleine Dorf einen starken Zuzug erfahren.

### Eingemeindungen
Das Dorf gehörte bis 1807 zum Arneburgischen Kreis der Mark Brandenburg in der Altmark. Danach lag es bis 1813 im Kanton Arneburg auf dem Territorium des napoleonischen Königreichs Westphalen. Ab 1816 gehörte das Dorf zum Kreis Stendal, dem späteren Landkreis Stendal.
Im Jahre 1924 wurden vier Grundstücke mit zusammen 0,416 Hektar Fläche vom Gutsbezirk Billberge abgetrennt und dem Ortsteil Wischer im Gutsbezirk Bürs zugeordnet. Danach wurde die Kolonie Wischer (Wohnplatz der Landgemeinde Kolonie Bürs) mit dem Vorwerk Wischer (Wohnplatz des Gutsbezirks Bürs) vereinigt.
Am 30. September 1928 wurde mit der Auflösung des Gutsbezirks Domäne Bürs das Nebengut (Vorwerk) Wischer mit einer Fläche von 267,9762 Hektar mit der Landgemeinde Hassel vereinigt. Damit wurde Wischer ein Ortsteil von Hassel.
Das Vorwerk Wischer des ehemaligen Gutsbezirks Bürs, das mit der Gemeinde Hassel vereinigt ist, wurde mit Wirkung vom 1. Januar 1929 von dem Standesamtsbezirk Sanne abgetrennt und dem Standesamtsbezirk Hämerten zugeteilt.

### Einwohnerentwicklung

#### Dorf, Kolonie und Vorwerk
| Einwohner | Einwohner | Einwohner | Einwohner | Einwohner | Einwohner | Einwohner | Einwohner | Einwohner | Einwohner |
| Jahr      | 1790      | 1798      | 1801      | 1818      | 1840      | 1871      | 1885      | 1895      | 1905      |
| --------- | --------- | --------- | --------- | --------- | --------- | --------- | --------- | --------- | --------- |
| Dorf      | 8         | 25        | 8         | 20        | 16        |           |           |           |           |
| Kolonie   |           |           |           |           |           | 12        | 10        | 09        | 07        |
| Vorwerk   |           |           |           |           |           | 16        | 28        | 19        | 17        |

#### Ortsteil
| Jahr | Einwohner |
| ---- | --------- |
| 2014 | [00]337   |
| 2015 | [00]348   |
| 2017 | [00]347   |
| 2018 | [00]341   |
| 2020 | [00]309   |
| 2021 | [00]322   |
| 2022 | [0]328    |
| 2023 | [0]331    |

## Religion
Die evangelischen Christen aus Wischer gehören zur evangelischen Kirchengemeinde Hassel, die zur Pfarrei Jarchau gehörte. Sie werden heute betreut vom Pfarrbereich Arneburg im Kirchenkreis Stendal im Bischofssprengel Magdeburg der Evangelischen Kirche in Mitteldeutschland.

## Politik
Die Wählergemeinschaft Naturfreunde Wischer wurde bei der Gemeinderatswahl am 9. Juni 2024 mit einem Sitz in den Gemeinderat von Hassel gewählt.

## Kultur und Sehenswürdigkeiten

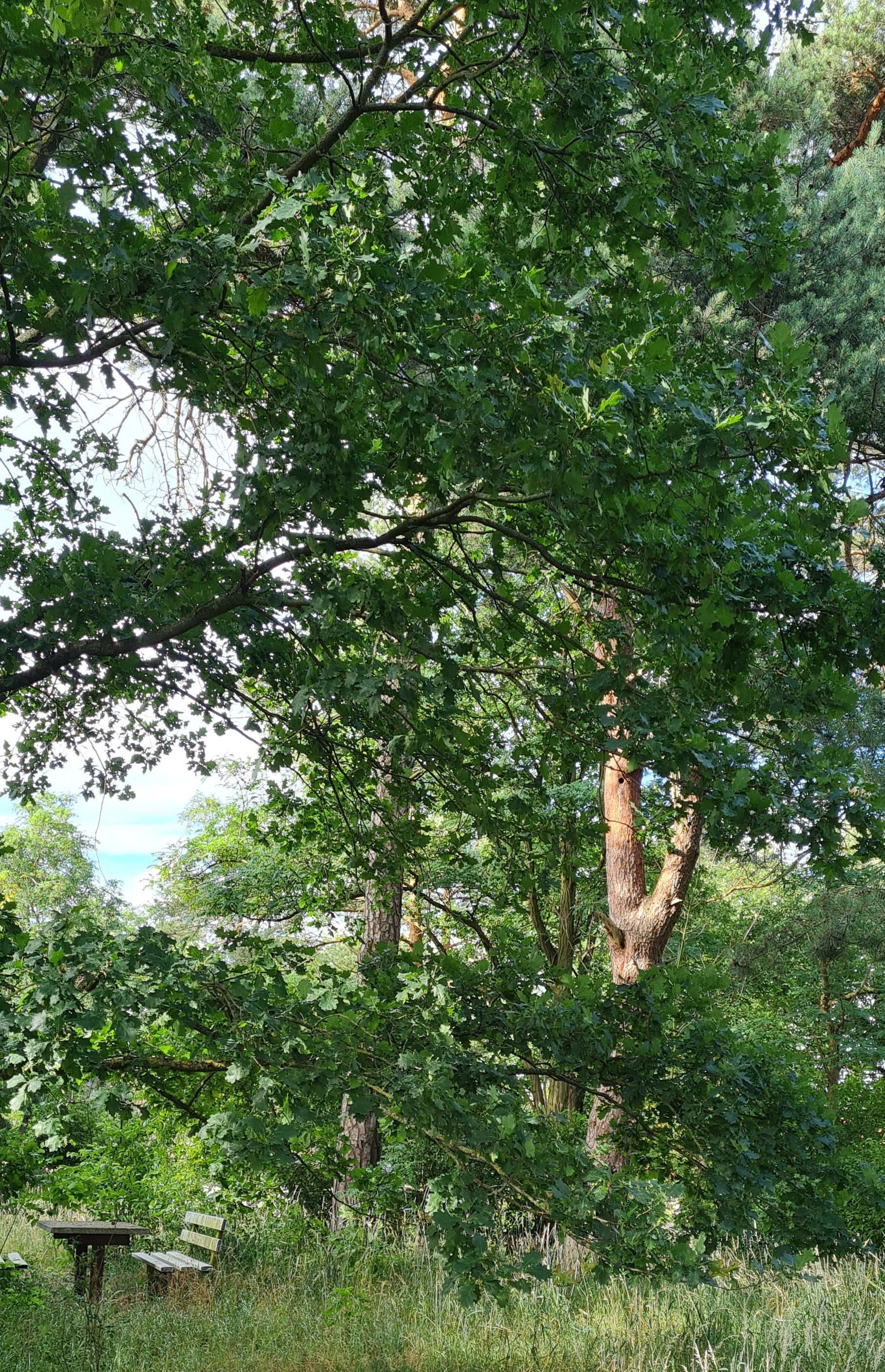
Naturdenkmal Kieferngruppe Wischer

- Der Friedhof in Wischer am Arnimer Weg ist ein kommunaler Friedhof der Gemeinde Hassel.
- Das Flächennaturdenkmal Kieferngruppe Wischer befindet sich am südöstlichen Ortsausgang.[19]

### Naherholung und Sport
Das Waldseebad Wischer wird als Naherholungsgebiet insbesondere für die Stadt Stendal genutzt. Daneben liegt ein Campingplatz. Entstanden ist der See durch den intensiven Abbau von Kies für die Bauindustrie der Umgebung. Am 14. Januar 2019 war das Waldbad Wischer Startpunkt des 31. Altmarktriathlons.
Durch die Nähe zur Elbe, die landschaftliche Unversehrtheit der Altmark und nicht zuletzt den Waldsee ist Wischer eine Reise wert, insbesondere für diejenigen, die Ruhe suchen oder auch sportlich aktiv unterwegs sind (Radfahren, Schwimmen, Reiten, Wandern).

### Vereine
Im Vereinsregister des Amtsgerichts Stendal sind drei Vereine verzeichnet.
- Der Verein Naturfreunde Wischer e. V hat es sich zur Aufgabe gemacht die Natur zu bewahren und trotzdem für den Menschen nutzbar zu machen.
- Die Bungalowgemeinschaft IGB II Wischer e. V. und die Interessengemeinschaft Wochenendhaus-Bungalowsiedlung Wischer e. V. vertreten die Interessen der Nutzer der Bungalowsiedlung im Süden des Dorfes.

## Wirtschaft und Infrastruktur
Das Kieswerk Wischer ist das einzige größere Gewerbe im Ort. Es besteht seit der Mitte des 20. Jahrhunderts.

### Verkehr
Es verkehren Linienbusse und Rufbusse von stendalbus.